# 山内房治郎
山内 房治郎（やまうち ふさじろう、1859年11月22日〈安政6年10月28日〉 -   1940年〈昭和15年〉1月1日）は、日本の実業家・工芸家。任天堂骨牌（山内房治郎商店）初代店主。元任天堂取締役社長である山内溥は曾孫。名前の漢字について、文献によっては山内 房次郎（任天堂製花札のパッケージなど）と記述されている。

## 来歴
1859年、京都に福井宗助の長男として生まれ、1872年に山内猶七の養子となる。1885年より石灰問屋「灰岩」でセメント（小野田セメント京都代理店）を取り扱い、琵琶湖疏水、京都府庁、同志社大学といった京都のコンクリート建造物の黎明期を支えるかたわら、1889年9月23日に、「京都市下京区正面通り大橋西入る」の地にあった空き家を買い取り、その地に「任天堂骨牌」（山内房治郎商店）を創業した。灰岩の経営と並行して、自らの工芸家としての腕を活用し花札の製造販売を始め、今日の世界的コンピューターゲーム企業「任天堂」の基礎を築いた。当時の任天堂は一つの商店に過ぎず、「本社」ならぬ「本店」で直接花札を買うことが可能だった。房治郎は花札だけではなくトランプの製造も始め、「明治の煙草王」村井吉兵衛と交渉してタバコ流通網を使い花札・トランプの販売を開始。房治郎が隠居する頃には日本一のプレイングカード会社となっていた。一方、セメント業でも灰岩からの事業引継を前提に1920年に灰孝本店を設立（孫娘で積良の次女である孝から命名）、1925年には灰岩を完全に継承した。その後も灰孝本店は孝の子孫が事業を引き継いでいる。